# Sportclub Enschede in het seizoen 1958/59
Het seizoen 1958/1959 was het vijfde jaar in het bestaan van de Enschedese betaaldvoetbalclub Sportclub Enschede. De club kwam uit in de Eredivisie en eindigde daarin op de zevende plaats.

## Wedstrijdstatistieken

### Eredivisie
|       | ADO   | Ajax  | Blauw-Wit | DOS   | DWS/A | Elinkwijk | Feijenoord | Fortuna '54 | MVV   | NAC   | NOAD  | PSV   | Rapid JC | SHS   | Sparta | VVV   | Willem II |
| ----- | ----- | ----- | --------- | ----- | ----- | --------- | ---------- | ----------- | ----- | ----- | ----- | ----- | -------- | ----- | ------ | ----- | --------- |
| Thuis | 2 – 1 | 1 – 1 | 2 – 1     | 1 – 0 | 3 – 2 | 2 – 2     | 4 – 0      | 1 – 1       | 0 – 2 | 6 – 2 | 0 – 0 | 6 – 3 | 1 – 0    | 5 – 0 | 0 – 2  | 2 – 0 | 1 – 1     |
| Uit   | 2 – 0 | 2 – 2 | 0 – 3     | 2 – 3 | 6 – 3 | 4 – 0     | 4 – 2      | 2 – 0       | 2 – 0 | 0 – 3 | 2 – 6 | 0 – 1 | 3 – 1    | 3 – 2 | 3 – 1  | 3 – 0 | 3 – 3     |

## Statistieken Sportclub Enschede 1958/1959

### Eindstand Sportclub Enschede in de Nederlandse Eredivisie 1958 / 1959
| Stand | Gespeeld | Gewonnen | Gelijk | Verloren | Punten | Doelpunten voor | Doelpunten tegen |
| ----- | -------- | -------- | ------ | -------- | ------ | --------------- | ---------------- |
| 7e    | 34       | 15       | 7      | 12       | 37     | 67              | 59               |

### Topscorers
| Competitie \| # \| Naam \| \| \| ----------------- \| ----------------- \| -- \| \| 1. \| Abe Lenstra \| 18 \| \| 2. \| Richard Brousek \| 16 \| \| 3. \| Joop Janssen \| 11 \| \| 4. \| Arend van der Wel \| 9 \| \| 5. \| Gerrit Moddejonge \| 4 \| \| 6. \| András Béres \| 3 \| \| 6. \| Gerrit Voges \| 3 \| \| 8. \| Rinus Schaap \| 2 \| \| Onbekend doelpunt \| \| \| \| – \| Onbekend \| 1 \| \| Totaal \| Totaal \| 67 \| |                   |      |
| # | Naam              | Goal |
| 1. | Abe Lenstra       | 18   |
| 2. | Richard Brousek   | 16   |
| 3. | Joop Janssen      | 11   |
| 4. | Arend van der Wel | 9    |
| 5. | Gerrit Moddejonge | 4    |
| 6. | András Béres      | 3    |
| 6. | Gerrit Voges      | 3    |
| 8. | Rinus Schaap      | 2    |
| Onbekend doelpunt |                   |      |
| – | Onbekend          | 1    |
| Totaal | Totaal            | 67   |

## Voetnoten
ADO ·
Ajax ·
Blauw-Wit ·
DOS ·
DWS/A ·
Elinkwijk ·
Sportclub Enschede ·
Feijenoord ·
Fortuna '54 ·
MVV ·
NAC ·
NOAD ·
PSV ·
Rapid JC ·
SHS ·
Sparta ·
VVV ·
Willem II